# Wang Xin (cyclisme)
Pour la plongeuse chinoise, voir Wang Xin (plongeuse). Pour les homonymes, voir Wang Xin.
Dans ce nom, le nom de famille, Wang, précède le nom personnel.
Wang Xin (Sinogramme simplifié 王鑫, pinyin Wáng Xīn), né le 26 octobre 1992, est un coureur cycliste chinois.

## Biographie
En 2014, Wang Xin termine cinquième du championnat de Chine. En 2015, il remporte une étape de la Sports Lottery Cup, une course du calendrier national chinois. Avec la sélection nationale, il participe aux championnats d'Asie, où il se classe huitième du contre-la-montre. 
En 2016, il termine troisième d'une étape du Tour de Fuzhou et seizième du Tour des Philippines. 
En fin d'année 2017, il dispute le Tour de Hainan sous les couleurs de Keyi-Look. Lors de la septième étape, il est heurté en pleine course par une voiture de l'encadrement de la sélection nationale suisse. Au soir de l'étape, il est exclu par l'organisation de l'épreuve, après avoir violemment agressé à l'arrivée de l'étape plusieurs membres du personnel de l'équipe suisse. Il est suspendu deux ans par la Fédération chinoise, tout comme son équipe Keyi-Look.

## Palmarès
- 2015
  - 2e étape de la Sports Lottery Cup
  - 8e du championnat d'Asie du contre-la-montre

## Classements mondiaux
| Année         | 2017 |
| ------------- | ---- |
| UCI Asia Tour | 570e |